# Benemérito Juárez
Benemérito Juárez är en ort i Mexiko.   Den ligger i kommunen San Juan Bautista Tuxtepec och delstaten Oaxaca, i den sydöstra delen av landet, 400 km öster om huvudstaden Mexico City. Benemérito Juárez ligger 32 meter över havet och antalet invånare är 3 140.
Terrängen runt Benemérito Juárez är platt. Runt Benemérito Juárez är det ganska tätbefolkat, med 86 invånare per kvadratkilometer. Närmaste större samhälle är Loma Bonita, 13,0 km öster om Benemérito Juárez. Omgivningarna runt Benemérito Juárez är en mosaik av jordbruksmark och naturlig växtlighet.